# Ballon d'Or 2001

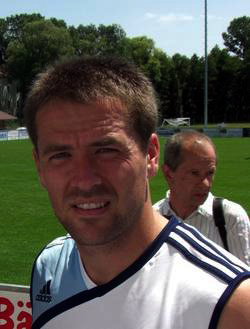
Michael Owen in 2007

De Ballon d'Or 2001 was de 46e editie van de voetbalprijs georganiseerd door het Franse tijdschrift France Football. De prijs werd gewonnen door de Engelsman Michael Owen (Liverpool).
De jury was samengesteld uit 51 journalisten die aangesloten waren bij de volgende verenigingen van de UEFA: Albanië, Andorra, Armenië, Azerbeidzjan, Duitsland, Oostenrijk, België, Bulgarije, Wit-Rusland, Bosnië en Herzegovina, Cyprus, Kroatië, Slovenië, Slowakije, Estland, Denemarken, Spanje, Finland, Frankrijk, Wales, Georgië, Griekenland, Hongarije, Engeland, Ierland, Noord-Ierland, Faeröer-eilanden, IJsland, Israël, Italië, Letland, Litouwen, Liechtenstein, Luxemburg, Macedonië, Malta, Moldavië, Nederland, Noorwegen, Polen, Portugal, Roemenië, Rusland, San Marino, Schotland, Tsjechië, Zweden, Zwitserland, Oekraïne, Turkije en Joegoslavië.
De resultaten van de stemming werden gepubliceerd in editie 2906 van France Football op 18 december 2001. 

## Stemprocedure
Elk jurylid koos de beste vijf spelers van Europa uit een shortlist van vijftig spelers. De speler op de eerste plaats kreeg vijf punten, de tweede keus vier punten en zo verder. Op die wijze werden 765 punten verdeeld, 255 punten was het maximale aantal punten dat een speler kon behalen (in geval van een eenenvijftig koppige jury).

## Uitslag
| Plaats | Speler               | Club              | Stemmen | Stemmen | Stemmen | Stemmen | Stemmen | Stemmen | Punten |
| Plaats | Speler               | Club              | 1º      | 2º      | 3º      | 4º      | 5º      | Totaal  | Punten |
| ------ | -------------------- | ----------------- | ------- | ------- | ------- | ------- | ------- | ------- | ------ |
| 1      | Michael Owen         | Liverpool         | 19      | 11      | 8       | 5       | 3       | 46      | 175    |
| 2      | Raúl                 | Real Madrid       | 5       | 17      | 12      | 5       | 1       | 40      | 140    |
| 3      | Oliver Kahn          | Bayern München    | 11      | 6       | 8       | 4       | 3       | 32      | 114    |
| 4      | David Beckham        | Manchester United | 9       | 5       | 6       | 6       | 7       | 33      | 102    |
| 5      | Francesco Totti      | AS Roma           |         | 3       | 6       | 11      | 5       | 25      | 57     |
| 6      | Luís Figo            | Real Madrid       | 5       | 3       | 3       | 3       | 4       | 18      | 56     |
| 7      | Rivaldo              | FC Barcelona      | 1       | 1       | 1       | 2       | 4       | 9       | 20     |
| 8      | Andrij Sjevtsjenko   | AC Milan          |         |         | 2       | 4       | 4       | 10      | 18     |
| 9      | Thierry Henry        | Arsenal           |         | 2       | 1       |         | 3       | 6       | 14     |
|        | Zinédine Zidane      | Real Madrid       |         | 1       |         | 3       |         | 4       | 10     |
| 11     | Bixente Lizarazu     | Bayern München    |         | 1       |         | 3       |         | 4       | 10     |
| 12     | David Trezeguet      | Juventus          |         | 1       |         | 1       | 1       | 3       | 7      |
| 12     | Stefan Effenberg     | Bayern München    | 1       |         |         |         | 1       | 2       | 6      |
| 14     | Henrik Larsson       | Celtic            |         |         | 1       |         | 1       | 2       | 4      |
|        | Alessandro Nesta     | AC Milan          |         |         | 1       |         | 1       | 2       | 4      |
| 16     | Juan Sebastián Verón | Manchester United |         |         | 1       |         |         | 1       | 3      |
|        | Hernán Crespo        | Lazio             |         |         |         | 1       | 1       | 2       | 3      |
| 18     | Giovane Élber        | Bayern München    |         |         |         | 1       |         | 1       | 2      |
| 19     | Gaizka Mendieta      | Valencia          |         |         |         | 1       |         | 1       | 2      |
|        | Roberto Carlos       | Real Madrid       |         |         |         | 1       |         | 1       | 2      |
|        | Damiano Tommasi      | AS Roma           |         |         |         | 1       |         | 1       | 2      |
|        | Sami Hyypiä          | Liverpool         |         |         |         |         | 2       | 2       | 2      |
|        | Emmanuel Olisadebe   | Panathinaikos     |         |         |         |         | 2       | 2       | 2      |
|        | Ebbe Sand            | Schalke 04        |         |         |         |         | 2       | 2       | 2      |
| 25     | Roberto Baggio       | Brescia           |         |         |         |         | 1       | 1       | 1      |
|        | Steven Gerrard       | Liverpool         |         |         |         |         | 1       | 1       | 1      |
|        | Rui Costa            | Fiorentina        |         |         |         |         | 1       | 1       | 1      |

## Referentie
- Eindklassement op RSSSF

France Football:
1956 · 
1957 · 
1958 · 
1959 · 
1960 · 
1961 · 
1962 · 
1963 · 
1964 · 
1965 · 
1966 · 
1967 · 
1968 · 
1969 · 
1970 · 
1971 · 
1972 · 
1973 · 
1974 · 
1975 · 
1976 · 
1977 · 
1978 · 
1979 · 
1980 · 
1981 · 
1982 · 
1983 · 
1984 · 
1985 · 
1986 · 
1987 · 
1988 · 
1989 · 
1990 · 
1991 · 
1992 · 
1993 · 
1994 · 
1995 · 
1996 · 
1997 · 
1998 · 
1999 · 
2000 · 
2001 · 
2002 · 
2003 · 
2004 · 
2005 · 
2006 · 
2007 · 
2008 · 
2009 · 
2016 · 
2017 · 
2018 · 
2019 · 
2021 · 
2022 · 
2023 · 
2024